# Ernst Morgenthaler

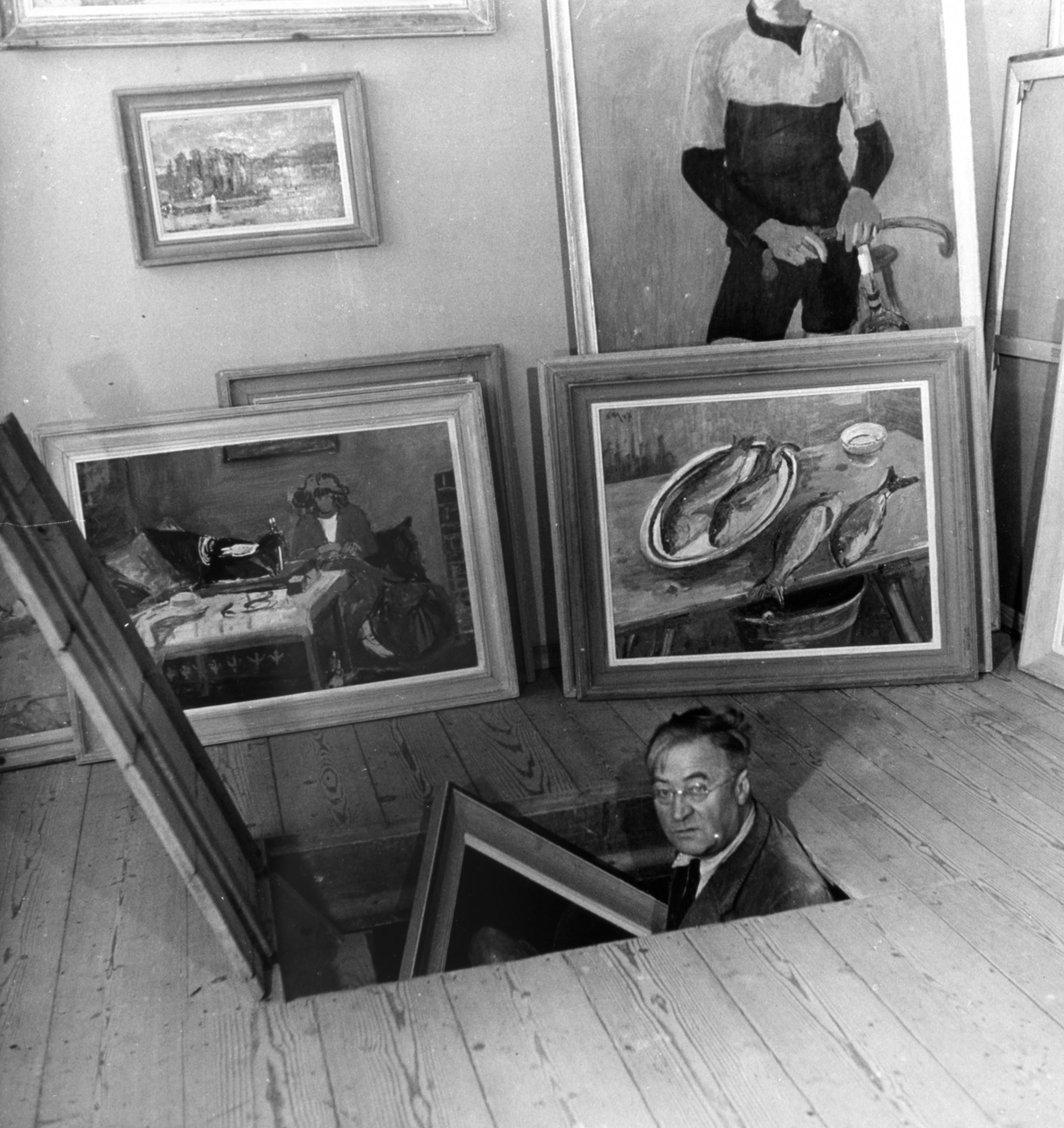
Ernst Morgenthaler
Foto: Emmy Andriesse

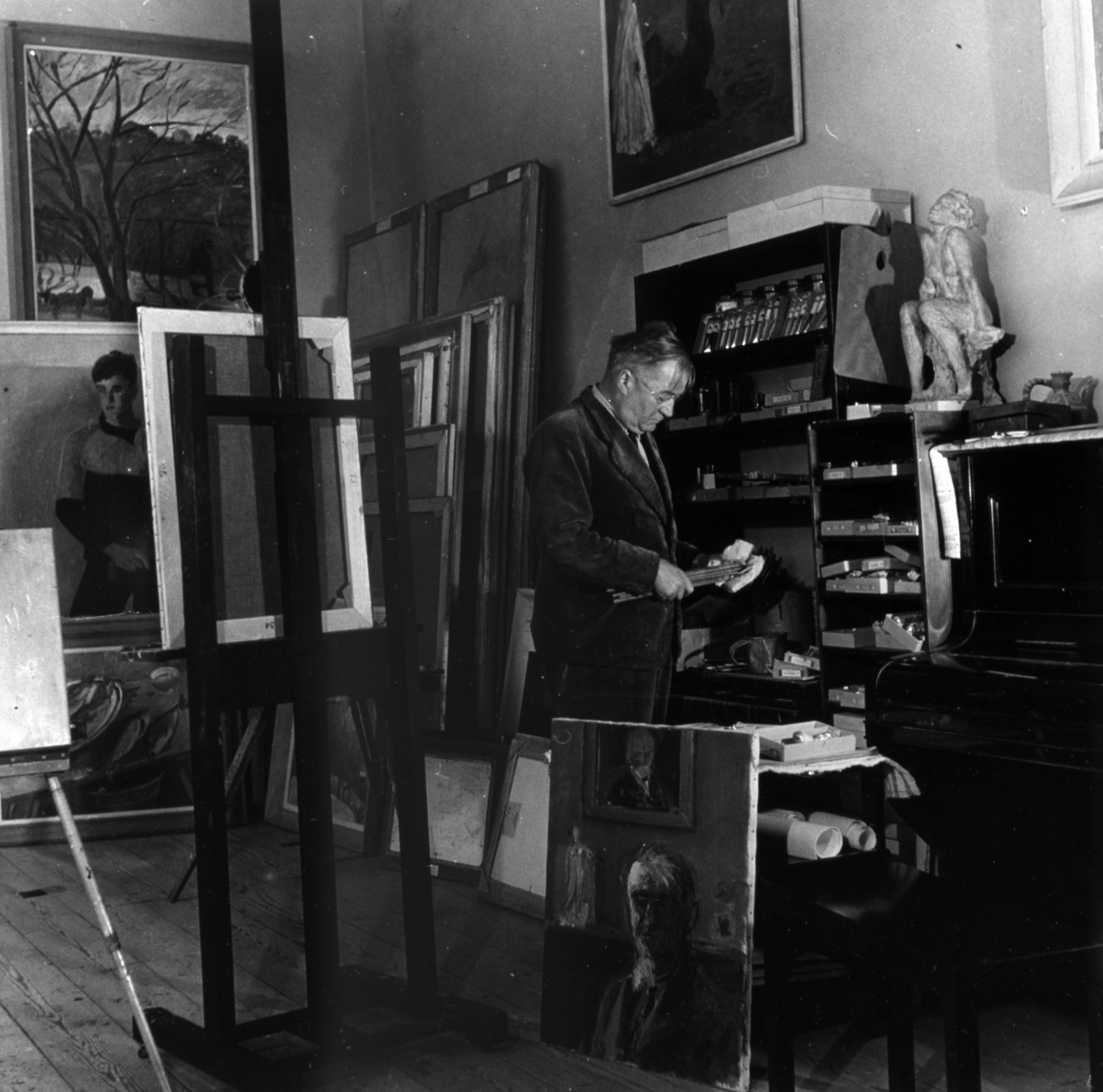
Ernst Morgenthaler
Foto: Dies.

Ernst Morgenthaler (* 11. Dezember 1887 in Kleindietwil; † 7. September 1962 in Zürich) war ein Schweizer Maler und Grafiker.

## Leben und Werk

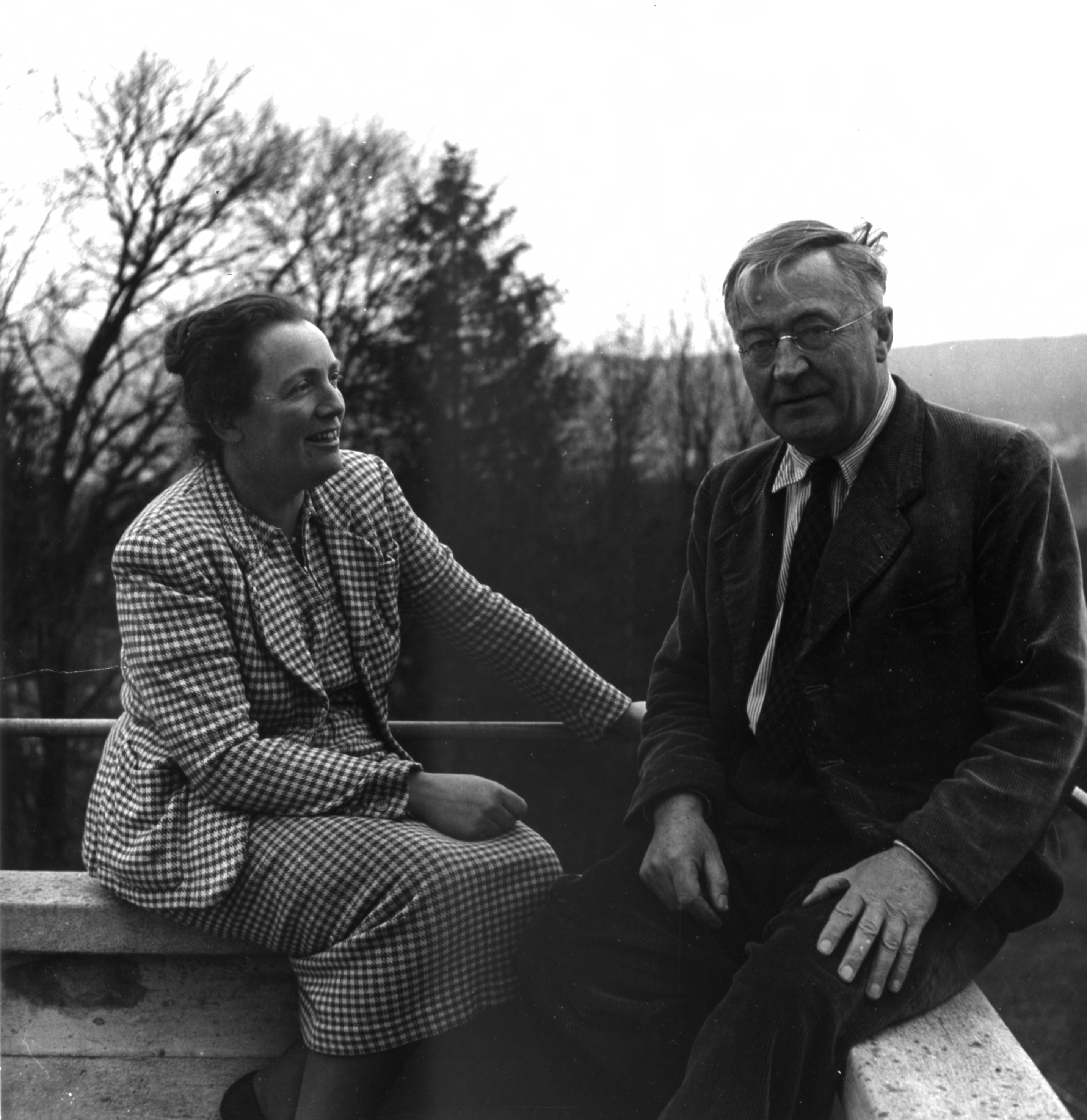
Ernst und Sasha Morgenthaler, circa 1949

Ernst Morgenthaler wurde als Sohn eines Ingenieurs und Direktor der lokalen Eisenbahnen 1887 in Kleindietwil geboren. 1897 zog die Familie nach Bern um, wo er das Gymnasium besuchte. Danach absolvierte er in einer Seidenspinnerei in Bern eine Lehre und nahm Unterricht in einer «Seidenwebschule» in Zürich. In Thalwil arbeitete Morgenthaler vier Jahre als Kaufmann. Diese Tätigkeit füllte ihn jedoch nicht aus. Nach längerem Schwanken zwischen Musik und bildender Kunst fiel seine Entscheidung zugunsten einer Malerlaufbahn. In Zürich nahm Morgenthaler bei Eduard Stiefel und anschliessend bei Fritz Burger in Berlin Malunterricht.
Von 1914 bis 1915 war Morgenthaler auf der Oschwand bei Cuno Amiet und liess sich in der Ölmalerei ausbilden. Dort lernte er auch seine spätere Frau Sasha von Sinner (1893–1975) kennen. Die beiden heirateten 1916. Im gleichen Jahr hielt sich Morgenthaler für seine Ausbildung in München auf und kontaktierte den dort lebenden Paul Klee.

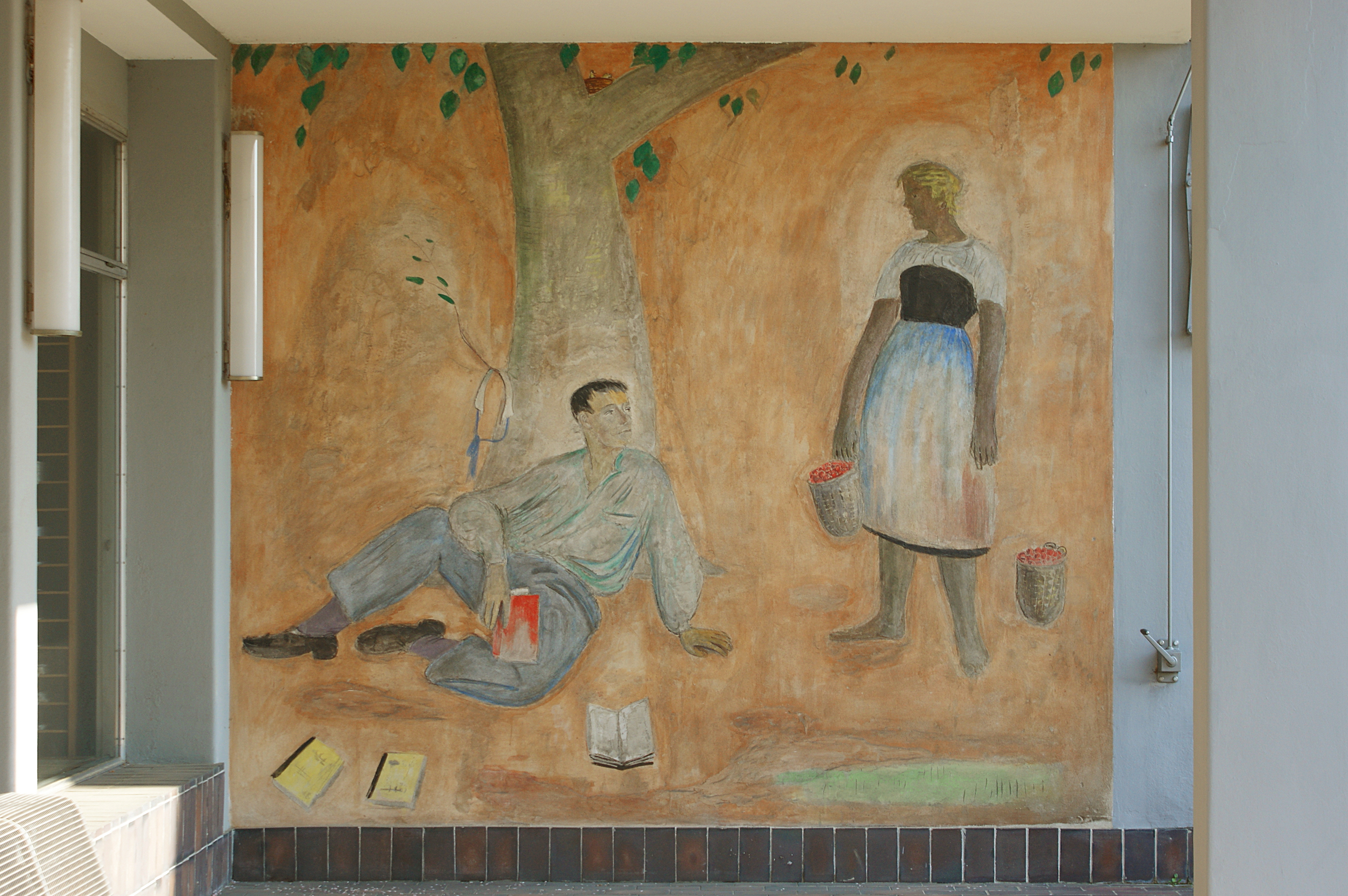
Fresko Erdbeeri-Mareili

Ab 1920 führte seine zunehmende Bekanntheit zu einer Vielzahl von Ausstellungen. 1922 zeichnete Morgenthaler das erste Titelbild für den Nebelspalter.
Nach seiner Rückkehr aus München lebte Morgenthaler mit seiner Frau für kurze Zeit in Hellsau und von 1918 bis 1920 in Oberhofen am Thunersee, wo auch Hermann Hubacher und Fritz Brun wohnten. Ab 1920 lebte er in Wollishofen und ab 1923 schliesslich in Küsnacht. Weitere Anregungen erhielt der Maler durch den Umzug seiner Familie in die Nähe von Paris (1928) sowie durch mehrere Reisen, besonders nach Nordafrika. 1931 zog die Familie wieder in die Schweiz (nach Zürich-Höngg).
Unter Morgenthalers freundschaftlichen Beziehungen zu Malerkollegen, Musikern und Schriftstellern ist besonders die zu Hermann Hesse hervorzuheben. Im März 1922 war der Schriftsteller Robert Walser acht Tage Gast der Familie Morgenthaler in Wollishofen.

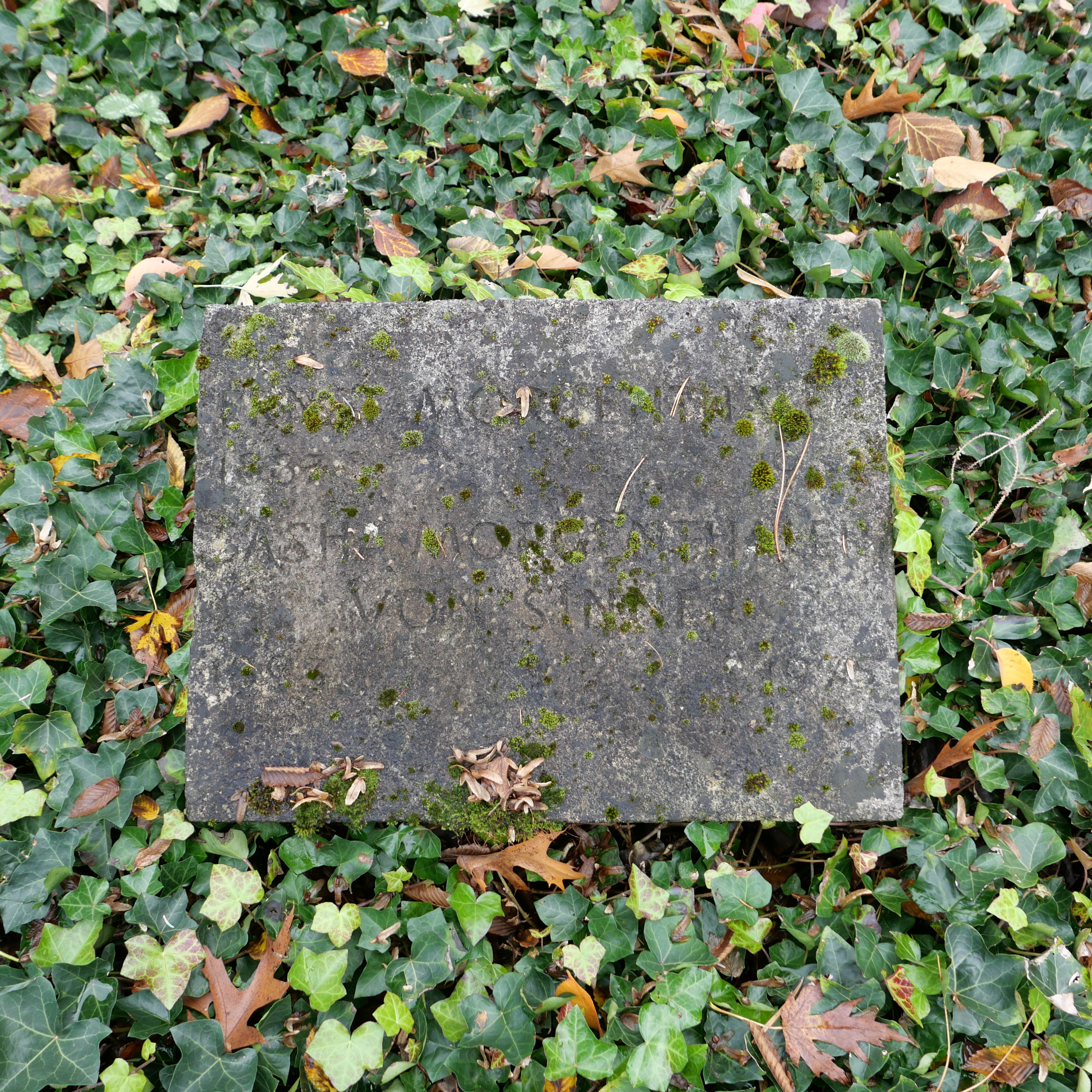
Der Grabstein von Ernst und Sasha Morgenthaler auf dem Friedhof Hönggerberg.

Von 1951 bis 1953 fungierte er als Präsident der Eidgenössischen Kunstkommission. Auf Morgenthalers Vorschlag wurde Hans Stocker sein Nachfolger. 1957 setzte wieder eine rege Reisetätigkeit ein. In Sardinien erwarb er für seine Familie einen Wohnsitz.
Neben Ölbildern, Aquarellen, Wandmalereien und Zeichnungen gehört zu seinem Werk auch eine Reihe eigener Schriften.
Eines seiner Kinder, Fritz Morgenthaler (1919–1984), wurde als Psychoanalytiker und Autor bekannt. Sein zweiter Sohn, Niklaus Morgenthaler, wurde Architekt und Partner im international bekannten Architekturbüro Atelier 5. Er lehrte an verschiedenen Universitäten in den USA und war Direktor der Kunstgewerbeschule Basel.
Ernst Morgenthaler starb 1962 in Zürich. Er fand seine letzte Ruhestätte auf dem Zürcher Friedhof Hönggerberg. Das Grab, in dem sich später auch Sasha bestatten liess, ist zwar aufgelöst worden. Der Grabstein sowie eine Büste von Sasha, die der mit ihr befreundete Bildhauer Karl Geiser (1898–1957) anfertigte, sind jedoch dort erhalten.

## Sammlungen
Bilder Ernst Morgenthalers befinden sich in den wichtigsten schweizerischen Museen: Aargauer Kunsthaus Aarau; Kunstmuseum Bern, Bündner Kunstmuseum Chur, Kunsthaus Glarus, Kunstmuseum Olten, Museum zu Allerheiligen Schaffhausen, Kunstmuseum Solothurn, Kunstmuseum Thun, Kunstmuseum Winterthur, Museum Oskar Reinhart Winterthur, Kunsthaus Zürich.